# صيفرية عمادية
صيفرية عمادية (الاسم العلمي: Flavobacterium columnare) هي نوع من البكتيريا، سلبية الغرام، تتبع جنس صيفرية.